# ガッガル・ハークラー川

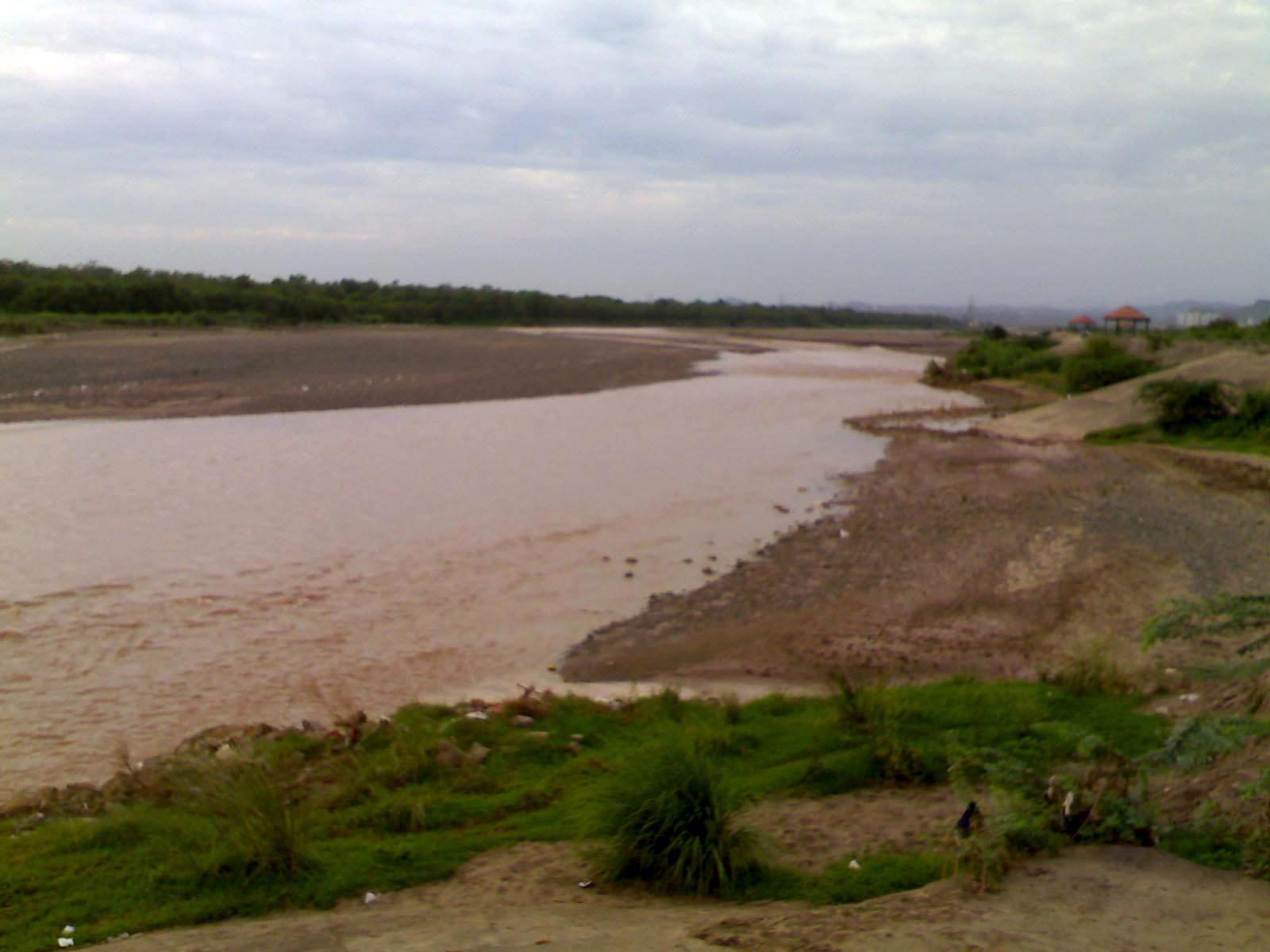
ガッガル・ハークラー川

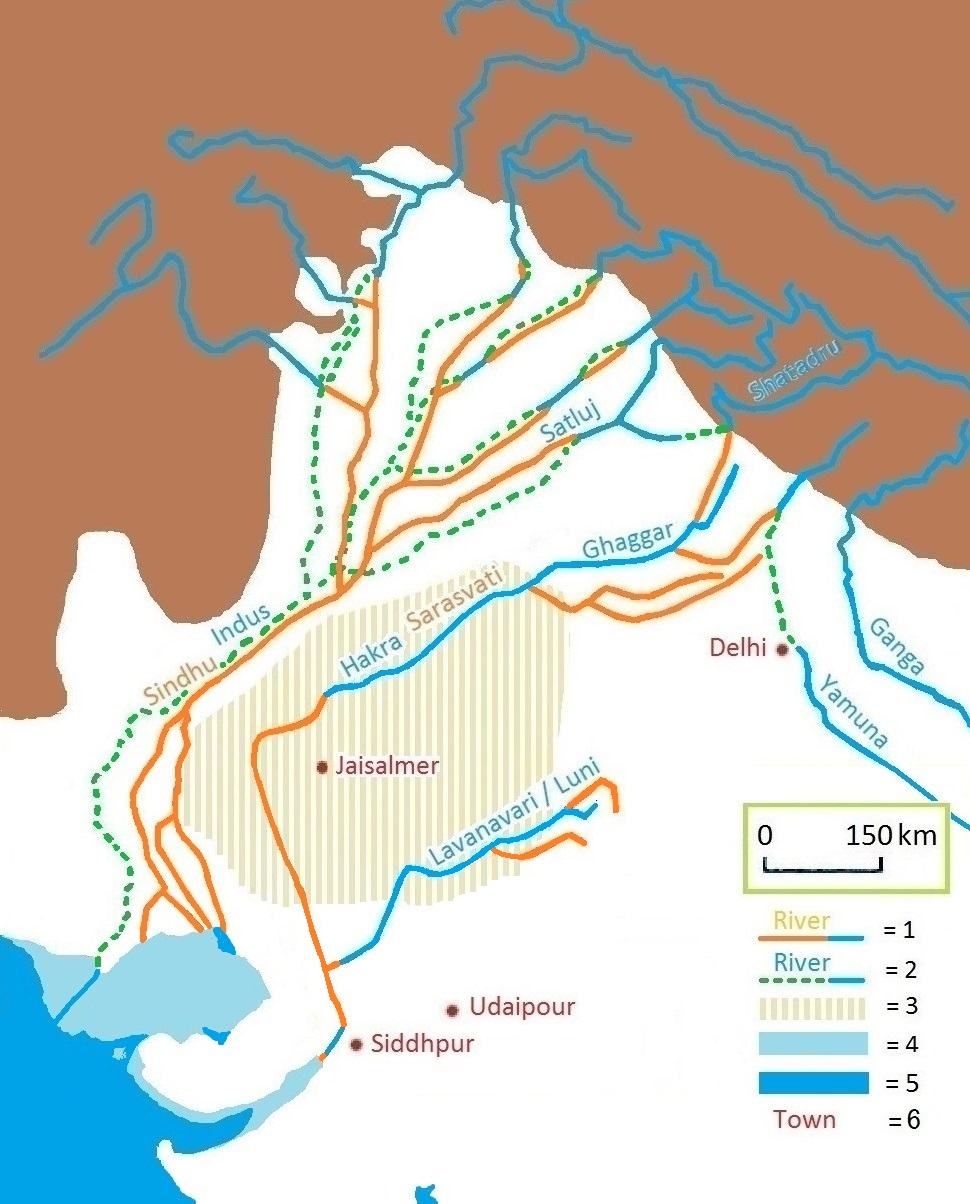
現在のタール砂漠とインダス川。真ん中にガッガル・ハークラーがある

ガッガル・ハークラー川は、パキスタン北部パンジャブ地方からインド北東部グジャラート州までを流域とする、モンスーン期にのみ流れる季節河川。インド側の呼称が「ガッガル」で、下流のパキスタンの研究者は「ハークラー」と呼ぶため、ガッガル・ハークラー川と呼ばれる。末端はタール砂漠で終わる内陸河川である。
現在は涸れ河だが、古代にはインダス川と並行して海に向かって流れていたインド有数の大河だったとされる。

## 概要
『リグ・ヴェーダ』に「サラスヴァティー」なる川の記述があり、その所在は長らく不明であったが、旧河道跡が人工衛星で確認され、『リグ・ヴェーダ』の記述ともよく合致するため、幻の川サラスヴァティーであるとほぼ同定されている。この川の周辺からインダス文明の遺跡が数多く発見されている。
紀元前2000年ごろの地殻変動で土地が隆起し、インダス川の流路が変わるとともに、ガッガル・ハークラー川が干上がり涸れた川となったと考えられている。このことによってインダス文明の水上交通網が寸断され、たび重なるインダス川の洪水と塩害によって耕地が荒れてしまい、インダス文明滅亡の主因となったと考えられている。

## インダス文明の遺跡
ガッガル・ハークラー川の上流にあたるインド、ラージャスターン州北端部には、カーリバンガンの大都市が繁栄していた。現在は乾燥し、砂漠化の進行した地域は、古代にあっては幻の川「ガッカル・ハークラー」が流れ、旧河道沿いにインダス文明の遺跡が分布している。近年、発掘調査のおこなわれたドーラビーラ遺跡は、その河口付近にあり、遠くメソポタミアとの海洋交易の拠点であったことが明らかになりつつある。